# Китайська анімація
Китайська анімація або дунхуа (спрощена кит.: 动画; традиційна кит.: 動畫; піньїнь: dònghuà)  —  це всі анімаційні роботи, незалежно від стилю, створені в країнах, в яких говорять китайською мовою: Китайська Народна Республіка (континентальний Китай), Тайвань, Гонконг, Сінгапур, Малайзія, і т.д. Однак за межами Китаю слово донхва є розмовною назвою китайської анімації та стосується анімації, створеної в Китаї.

## Історія
Історія анімації у Китаї почалася в 1918 році, коли анімаційний фрагмент зі Сполучених Штатів під назвою Out of Inkwell приземлився в Шанхаї. Мультфільми вперше були використані в рекламі вітчизняної продукції. Хоча індустрія анімації почалася лише після прибуття братів Ван у 1926 році. У 1935 році брати Ван створили перший китайський анімаційний фільм зі звуком «Танець верблюда». «Залізна віяла принцеси» в 1941 році була першим повнометражним анімаційним фільмом в Азії, який мав великий вплив на японські анімаційні фільми Момотаро часів війни, а пізніше на Осаму Тедзуку.  Китай було порівняно з іншим світом до середини 1960-х років, коли Havoc in Heaven братів Ван отримав численні міжнародні нагороди.
Золота ера анімації Китаю завершилася після початку Культурної революції 1966 року. Багато аніматорів були змушені звільнитися. Якби не важкі економічні умови, погане поводження з червоногвардійцями поставило б під загрозу їхню роботу. Залишені донхва були більше схожими на пропаганду. До 1980-х років Японія перетворилася на анімаційний центр Східної Азії, залишивши китайську промисловість далеко позаду за репутацією та продуктивністю. В 1990-х роках відбудуваються дві великі зміни, які викликають одні з найбільших переломів з часів розвідки. Перше – це політичні зміни. Реалізація соціалістичної ринкової економіки витіснила традиційні системи планової економіки.  Більше жодна організація не буде обмежувати виробництво та дохід галузі. Друге – це технологічні зміни з приходом Інтернету. З флеш-анімацією з’являться нові можливості, а вміст став більш відкритим. Сьогодні Китай різко заново винаходить себе в анімаційній індустрії з більшим впливом Гонконгу та Тайваню.

## Термінологія
Сьогодні китайську анімацію найкраще описати у двох категоріях. Перший тип — це «звичайні анімації», створені корпораціями добре фінансованих підприємств. Цей вміст схожий на традиційні 2D-мультфільми або сучасні 3D- анімаційні фільми, що розповсюджуються через кінотеатри, DVD або транслюються по телевізору. Цей формат можна узагальнити як оновлення індустрії, що поєднується з передовими комп’ютерними технологіями та низькою вартістю робочої сили. 
Другий тип — це «веб-мульти», що виробляються корпораціями, а іноді й приватними особами. Це, як правило, флеш-анімація яка варіюється від аматорської до високоякісної, розміщена для всіх на різних веб-сайтах. Хоча світова спільнота завжди оцінювала успіх індустрії за касовими зборами. Цей формат не можна заперечувати, якщо виміряти його в 1,3 мільярда населення лише в материковому Китаї. Найголовніше — це забезпечує більшу свободу вираження поглядів на додаток до потенційної реклами.

## Характеристики
У 1920-х роках брати-піонери Ван вважали, що анімація повинна робити акцент на стилі, який був виключно китайським. Ця жорстка філософія залишалася в індустрії протягом десятиліть. Донхва було по суті продовженням інших аспектів китайського мистецтва та культури, черпаючи більше вмісту з стародавнього фольклору та маньхуа . Існує тісний зв’язок між творами китайської літератури та класичною китайською анімацією. Значна кількість класичних китайських анімаційних фільмів була натхненна і створена стародавньою китайською літературою.  Прикладом традиційного китайського анімаційного персонажа може бути Король мавп, персонаж, який перейшов із класичного роману «Подорож на Захід » до донхва « Хаос на небесах » 1964 року. Також спираючись на традицію, була анімація промивання чорнила, розроблена аніматорами Те Вей та Цянь Цзяцзюнем у 1960-х роках. На основі китайського розпису тушшю було знято кілька фільмів у цьому стилі, починаючи з «Де мама» (1960).  Однак ця техніка забирала багато часу і поступово від неї відмовилися. 
Концепція китайської анімації в останні роки почала слабшати, не прив'язуючись до якогось окремого стилю. Однією з перших революційних змін стала анімаційна адаптація маньхуа Cyber Weapon Z 1995 року. Стиль практично не відрізняється від будь-якого типового аніме, але він відноситься до категорії донхва. Можна сказати, що виробництво не обов'язково обмежується якоюсь однією технікою; що водяні чорнила, ляльки, комп’ютерна CG – все це присутньо в мистецтві.
Нові хвилі анімації з 1990-х років, особливо флеш-анімації, намагаються відірватися від традицій. У 2001 році Time Asia оцінив тайванського персонажа веб-мультфільму А-куей, як одну з 100 найкращих нових фігур в Азії.  Поява A-kuei з великою головою, ймовірно, була набагато ближче до дитячого матеріалу, такого як Дораемон . Тож такі зміни означають приємний перехід, оскільки персонажам, схожим на фольклор, завжди було важко набути міжнародної привабливості. Журнал GoGo Top, перший щотижневий китайський анімаційний журнал, провів опитування і довів, що лише 1 з 20 улюблених дитячих персонажів насправді був створений всередині Китаю. 

## Дивіться також
- Аніме
- Маньхуа

## Зовнішні посилання
- Форум індустрії мультфільмів Китаю
- Згадуючи Те Вей на AnimationInsider.net